# خوان كايسيدو
خوان كايسيدو (بالإسبانية: Juan David Caicedo)‏ هو لاعب كرة قدم مكسيكي في مركز قلب الدفاع، ولد في 12 أبريل 1996 في توماكو في كولومبيا. لعب مع سانتوس لاغونا.

## وصلات خارجية
- خوان كايسيدو على موقع قاعدة بيانات كرة القدم.إي يو (الإنجليزية)
- خوان كايسيدو على موقع Soccerway.com (الإنجليزية)
- خوان كايسيدو على موقع AS.com (الإسبانية)